# Quân ủy Trung ương (Việt Nam)
Quân ủy Trung ương là cơ quan lãnh đạo mọi mặt trong Quân đội nhân dân Việt Nam của Đảng Cộng sản Việt Nam, có nhiệm vụ nghiên cứu đề xuất với Ban Chấp hành Trung ương Đảng Cộng sản Việt Nam những vấn đề về đường lối, nhiệm vụ quân sự và quốc phòng; kế hoạch phòng thủ đất nước; phương hướng và biện pháp xây dựng nền quốc phòng toàn dân; cơ chế lãnh đạo của đảng với Quân đội nhân dân Việt Nam.
Quân ủy Trung ương có trách nhiệm phối hợp và hướng dẫn các cấp uỷ trực thuộc Trung ương thực hiện các nghị quyết, chỉ thị của Đảng về quân sự, quốc phòng. Quân uỷ Trung ương trực tiếp lãnh đạo xây dựng Quân đội nhân dân Việt Nam vững mạnh toàn diện, xây dựng các tổ chức đảng trong quân đội trong sạch, vững mạnh. Thông qua các biện pháp nâng cao chất lượng, hiệu quả công tác đảng, công tác chính trị, Quân uỷ Trung ương bảo đảm giữ vững và tăng cường sự lãnh đạo của Đảng đối với quân đội.
Quân ủy Trung ương thực hiện chế độ quyết định tập thể đối với vấn đề lớn như chủ trương, chương trình, kế hoạch thực hiện các chỉ thị, nghị quyết của Đảng, các biện pháp xây dựng quân đội, quyết định các vấn đề về công tác cán bộ trong quân đội. Quân uỷ Trung ương chỉ đạo Tổng cục chính trị Quân đội nhân dân Việt Nam và thông qua Tổng cục Chính trị chỉ đạo các Đảng bộ và hệ thống chính uỷ, chính trị viên, cơ quan chính trị các cấp tiến hành công tác đảng, công tác chính trị nhằm xây dựng quân đội vững mạnh về chính trị, tư tưởng, tổ chức.

## Lịch sử
Để lãnh đạo tuyệt đối, trực tiếp về mọi mặt lực lượng vũ trang nhân dân, tháng 1 năm 1946, Ban Thường vụ Trung ương Đảng quyết định thành lập Trung ương Quân ủy.
Tên gọi qua các thời kỳ:
• Tháng 1 năm 1946, thành lập Trung ương Quân ủy.
• Tháng 10 năm 1948, bãi bỏ Trung ương Quân ủy. Thành lập Tổng Chính ủy
• Tháng 5 năm 1952, thiết lập lại Tổng Quân ủy
• Tháng 1 năm 1961 đổi tên thành Quân ủy Trung ương
• Ngày 15-12-1982, Bộ Chính trị ra Nghị quyết số 07/NQ-TW Về việc đổi mới, hoàn thiện cơ chế lãnh đạo của Đảng đối với Quân đội nhân dân Việt Nam, thực hiện chế độ một người chỉ huy trong quân đội, trong đó quy định: bỏ hệ thống cấp ủy đảng từ Quân ủy Trung ương đến cấp trên cơ sở; thành lập Hội đồng quân sự và Hội đồng chính trị
• Ngày 04-7-1985, Bộ Chính trị ra Nghị quyết số 27/NQ-TW Về việc khôi phục lại hệ thống tổ chức đảng trong toàn quân từ Đảng ủy Quân sự Trung ương đến cơ sở
• Năm 2011, đổi tên thành Quân ủy Trung ương

## Tổ chức
Theo Điều lệ Đảng Cộng sản Việt Nam, Quân ủy Trung ương do Bộ Chính trị Ban Chấp hành Trung ương Đảng Cộng sản Việt Nam chỉ định, bao gồm một số ủy viên Ban Chấp hành Trung ương Đảng Cộng sản Việt Nam công tác trong quân đội và một số ủy viên trung ương Đảng công tác ngoài quân đội, đặt dưới sự lãnh đạo của Ban Chấp hành Trung ương Đảng Cộng sản Việt Nam mà trực tiếp, thường xuyên là Bộ Chính trị Ban Chấp hành Trung ương Đảng Cộng sản Việt Nam, Ban Bí thư Trung ương Đảng Cộng sản Việt Nam, Tổng Bí thư Ban Chấp hành Trung ương Đảng Cộng sản Việt Nam 
- Hiện nay, đứng đầu Quân ủy Trung ương là Bí thư Quân ủy Trung ương do Tổng Bí thư kiêm nhiệm. Phó Bí thư Quân ủy Trung ương do Bộ trưởng Bộ Quốc phòng kiêm nhiệm;
- Ủy viên Thường vụ Quân ủy Trung ương thường gồm có: Chủ tịch nước, Thủ tướng Chính phủ, Chủ nhiệm Tổng cục Chính trị, Tổng tham mưu trưởng;
- Ủy viên Quân ủy Trung ương thường gồm các Ủy viên Trung ương Đảng chính thức hoặc dự khuyết công tác trong quân đội.

Quân ủy Trung ương có các cơ quan trực thuộc sau:
1. Văn phòng Quân ủy Trung ương - Văn phòng Bộ Quốc phòng
2. Ủy ban Kiểm tra Quân ủy Trung ương

## Quân ủy Trung ương (2020–2025)
Ngày 17/6/2021, tại trụ sở Bộ Quốc phòng đã diễn ra Hội nghị Quân ủy Trung ương lần thứ nhất khóa XI, nhiệm kỳ 2020 - 2025. Tại phiên họp, ông Võ Văn Thưởng, Thường trực Ban Bí thư, đã công bố quyết định của Bộ Chính trị, khóa XIII chỉ định các nhân sự tham gia Quân ủy Trung ương, nhiệm kỳ 2020–2025 gồm 25 người.
| TT | Thông tin | Thông tin                | Chức vụ |
| -- | --------- | ------------------------ | --- |
| —  | Tên       | Nguyễn Phú Trọng         | - Tổng Bí thư Ban Chấp hành Trung ương Đảng (đến 7/2024 do qua đời) |
| —  | Chức vụ   | Bí thư                   | - Tổng Bí thư Ban Chấp hành Trung ương Đảng (đến 7/2024 do qua đời) |
| —  | Năm sinh  | 1944                     | - Tổng Bí thư Ban Chấp hành Trung ương Đảng (đến 7/2024 do qua đời) |
|    |           |                          | |
| 1  | Tên       | Tô Lâm                   | - Ủy viên Bộ Chính trị - Tổng Bí thư Ban Chấp hành Trung ương Đảng (từ tháng 8/2024) - Chủ tịch nước (đến tháng 10/2024) - Chủ tịch Hội đồng Quốc phòng và An ninh (đến tháng 10/2024) |
| 1  | Chức vụ   | Ủy viên Thường vụ→Bí thư | - Ủy viên Bộ Chính trị - Tổng Bí thư Ban Chấp hành Trung ương Đảng (từ tháng 8/2024) - Chủ tịch nước (đến tháng 10/2024) - Chủ tịch Hội đồng Quốc phòng và An ninh (đến tháng 10/2024) |
| 1  | Năm sinh  | 1957                     | - Ủy viên Bộ Chính trị - Tổng Bí thư Ban Chấp hành Trung ương Đảng (từ tháng 8/2024) - Chủ tịch nước (đến tháng 10/2024) - Chủ tịch Hội đồng Quốc phòng và An ninh (đến tháng 10/2024) |
| 1  | Cấp bậc   | Đại tướng CAND           | - Ủy viên Bộ Chính trị - Tổng Bí thư Ban Chấp hành Trung ương Đảng (từ tháng 8/2024) - Chủ tịch nước (đến tháng 10/2024) - Chủ tịch Hội đồng Quốc phòng và An ninh (đến tháng 10/2024) |
|    |           |                          | |
| 2  | Tên       | Phan Văn Giang           | - Ủy viên Bộ Chính trị - Bộ trưởng Bộ Quốc phòng - Ủy viên Hội đồng Quốc phòng và An ninh                                                                                              |
| 2  | Chức vụ   | Phó Bí thư               | - Ủy viên Bộ Chính trị - Bộ trưởng Bộ Quốc phòng - Ủy viên Hội đồng Quốc phòng và An ninh                                                                                              |
| 2  | Năm sinh  | 1960                     | - Ủy viên Bộ Chính trị - Bộ trưởng Bộ Quốc phòng - Ủy viên Hội đồng Quốc phòng và An ninh                                                                                              |
| 2  | Cấp bậc   | Đại tướng                | - Ủy viên Bộ Chính trị - Bộ trưởng Bộ Quốc phòng - Ủy viên Hội đồng Quốc phòng và An ninh                                                                                              |
|    |           |                          | |
| 3  | Tên       | Lương Cường              | - Ủy viên Bộ Chính trị - Chủ tịch nước (từ tháng 10/2024) - Chủ tịch Hội đồng Quốc phòng và An ninh (từ tháng 10/2024)                                                                 |
| 3  | Chức vụ   | Ủy viên Thường vụ        | - Ủy viên Bộ Chính trị - Chủ tịch nước (từ tháng 10/2024) - Chủ tịch Hội đồng Quốc phòng và An ninh (từ tháng 10/2024)                                                                 |
| 3  | Năm sinh  | 1957                     | - Ủy viên Bộ Chính trị - Chủ tịch nước (từ tháng 10/2024) - Chủ tịch Hội đồng Quốc phòng và An ninh (từ tháng 10/2024)                                                                 |
| 3  | Cấp bậc   | Đại tướng                | - Ủy viên Bộ Chính trị - Chủ tịch nước (từ tháng 10/2024) - Chủ tịch Hội đồng Quốc phòng và An ninh (từ tháng 10/2024)                                                                 |
|    |           |                          | |
| 4  | Tên       | Phạm Minh Chính          | - Ủy viên Bộ Chính trị - Thủ tướng Chính phủ - Bí thư Đảng ủy Chính phủ - Phó Chủ tịch Hội đồng Quốc phòng và An ninh                                                                  |
| 4  | Chức vụ   | Ủy viên Thường vụ        | - Ủy viên Bộ Chính trị - Thủ tướng Chính phủ - Bí thư Đảng ủy Chính phủ - Phó Chủ tịch Hội đồng Quốc phòng và An ninh                                                                  |
| 4  | Năm sinh  | 1958                     | - Ủy viên Bộ Chính trị - Thủ tướng Chính phủ - Bí thư Đảng ủy Chính phủ - Phó Chủ tịch Hội đồng Quốc phòng và An ninh                                                                  |
| 4  | Cấp bậc   | Trung tướng CAND         | - Ủy viên Bộ Chính trị - Thủ tướng Chính phủ - Bí thư Đảng ủy Chính phủ - Phó Chủ tịch Hội đồng Quốc phòng và An ninh                                                                  |
|    |           |                          | |
| 5  | Tên       | Nguyễn Tân Cương         | - Ủy viên Trung ương Đảng - Tổng tham mưu trưởng - Thứ trưởng Bộ Quốc phòng |
| 5  | Chức vụ   | Ủy viên Thường vụ        | - Ủy viên Trung ương Đảng - Tổng tham mưu trưởng - Thứ trưởng Bộ Quốc phòng |
| 5  | Năm sinh  | 1966                     | - Ủy viên Trung ương Đảng - Tổng tham mưu trưởng - Thứ trưởng Bộ Quốc phòng |
| 5  | Cấp bậc   | Đại tướng                | - Ủy viên Trung ương Đảng - Tổng tham mưu trưởng - Thứ trưởng Bộ Quốc phòng |
|    |           |                          | |
| 6  | Tên       | Trịnh Văn Quyết          | - Bí thư Trung ương Đảng - Chủ nhiệm Ủy ban Kiểm tra Quân ủy Trung ương - Chủ nhiệm Tổng cục Chính trị (từ tháng 6/2024)                                                               |
| 6  | Chức vụ   | Ủy viên Thường vụ        | - Bí thư Trung ương Đảng - Chủ nhiệm Ủy ban Kiểm tra Quân ủy Trung ương - Chủ nhiệm Tổng cục Chính trị (từ tháng 6/2024)                                                               |
| 6  | Năm sinh  | 1966                     | - Bí thư Trung ương Đảng - Chủ nhiệm Ủy ban Kiểm tra Quân ủy Trung ương - Chủ nhiệm Tổng cục Chính trị (từ tháng 6/2024)                                                               |
| 6  | Cấp bậc   | Đại tướng                | - Bí thư Trung ương Đảng - Chủ nhiệm Ủy ban Kiểm tra Quân ủy Trung ương - Chủ nhiệm Tổng cục Chính trị (từ tháng 6/2024)                                                               |
|    |           |                          | |
| 7  | Tên       | Võ Minh Lương            | - Ủy viên Trung ương Đảng - Thứ trưởng Bộ Quốc phòng |
| 7  | Chức vụ   | Ủy viên Thường vụ        | - Ủy viên Trung ương Đảng - Thứ trưởng Bộ Quốc phòng |
| 7  | Năm sinh  | 1963                     | - Ủy viên Trung ương Đảng - Thứ trưởng Bộ Quốc phòng |
| 7  | Cấp bậc   | Thượng tướng             | - Ủy viên Trung ương Đảng - Thứ trưởng Bộ Quốc phòng |
|    |           |                          | |
| 8  | Tên       | Hoàng Xuân Chiến         | - Ủy viên Trung ương Đảng - Thứ trưởng Bộ Quốc phòng |
| 8  | Chức vụ   | Ủy viên Thường vụ        | - Ủy viên Trung ương Đảng - Thứ trưởng Bộ Quốc phòng |
| 8  | Năm sinh  | 1961                     | - Ủy viên Trung ương Đảng - Thứ trưởng Bộ Quốc phòng |
| 8  | Cấp bậc   | Thượng tướng             | - Ủy viên Trung ương Đảng - Thứ trưởng Bộ Quốc phòng |
|    |           |                          | |
| 9  | Tên       | Vũ Hải Sản               | - Ủy viên Trung ương Đảng - Thứ trưởng Bộ Quốc phòng |
| 9  | Chức vụ   | Ủy viên                  | - Ủy viên Trung ương Đảng - Thứ trưởng Bộ Quốc phòng |
| 9  | Năm sinh  | 1961                     | - Ủy viên Trung ương Đảng - Thứ trưởng Bộ Quốc phòng |
| 9  | Cấp bậc   | Thượng tướng             | - Ủy viên Trung ương Đảng - Thứ trưởng Bộ Quốc phòng |
|    |           |                          | |
| 10 | Tên       | Lê Huy Vịnh              | - Ủy viên Trung ương Đảng - Thứ trưởng Bộ Quốc phòng - Ủy viên Ủy ban Kiểm tra Quân ủy Trung ương                                                                                      |
| 10 | Chức vụ   | Ủy viên                  | - Ủy viên Trung ương Đảng - Thứ trưởng Bộ Quốc phòng - Ủy viên Ủy ban Kiểm tra Quân ủy Trung ương                                                                                      |
| 10 | Năm sinh  | 1961                     | - Ủy viên Trung ương Đảng - Thứ trưởng Bộ Quốc phòng - Ủy viên Ủy ban Kiểm tra Quân ủy Trung ương                                                                                      |
| 10 | Cấp bậc   | Thượng tướng             | - Ủy viên Trung ương Đảng - Thứ trưởng Bộ Quốc phòng - Ủy viên Ủy ban Kiểm tra Quân ủy Trung ương                                                                                      |
|    |           |                          | |
| 11 | Tên       | Phạm Hoài Nam            | - Ủy viên Trung ương Đảng - Thứ trưởng Bộ Quốc phòng |
| 11 | Chức vụ   | Ủy viên                  | - Ủy viên Trung ương Đảng - Thứ trưởng Bộ Quốc phòng |
| 11 | Năm sinh  | 1967                     | - Ủy viên Trung ương Đảng - Thứ trưởng Bộ Quốc phòng |
| 11 | Cấp bậc   | Thượng tướng             | - Ủy viên Trung ương Đảng - Thứ trưởng Bộ Quốc phòng |
|    |           |                          | |
| 12 | Tên       | Huỳnh Chiến Thắng        | - Ủy viên Trung ương Đảng - Phó Tổng tham mưu trưởng |
| 12 | Chức vụ   | Ủy viên                  | - Ủy viên Trung ương Đảng - Phó Tổng tham mưu trưởng |
| 12 | Năm sinh  | 1965                     | - Ủy viên Trung ương Đảng - Phó Tổng tham mưu trưởng |
| 12 | Cấp bậc   | Thượng tướng             | - Ủy viên Trung ương Đảng - Phó Tổng tham mưu trưởng |
|    |           |                          | |
| 13 | Tên       | Trần Việt Khoa           | - Ủy viên Trung ương Đảng - Giám đốc Học viện Quốc phòng |
| 13 | Chức vụ   | Ủy viên                  | - Ủy viên Trung ương Đảng - Giám đốc Học viện Quốc phòng |
| 13 | Năm sinh  | 1965                     | - Ủy viên Trung ương Đảng - Giám đốc Học viện Quốc phòng |
| 13 | Cấp bậc   | Thượng tướng             | - Ủy viên Trung ương Đảng - Giám đốc Học viện Quốc phòng |
|    |           |                          | |
| 14 | Tên       | Trần Thanh Nghiêm        | - Ủy viên Trung ương Đảng - Tư lệnh Quân chủng Hải quân |
| 14 | Chức vụ   | Ủy viên                  | - Ủy viên Trung ương Đảng - Tư lệnh Quân chủng Hải quân |
| 14 | Năm sinh  | 1970                     | - Ủy viên Trung ương Đảng - Tư lệnh Quân chủng Hải quân |
| 14 | Cấp bậc   | Phó Đô đốc               | - Ủy viên Trung ương Đảng - Tư lệnh Quân chủng Hải quân |
|    |           |                          | |
| 15 | Tên       | Nguyễn Văn Hiền          | - Ủy viên Trung ương Đảng - Thứ trưởng Bộ Quốc phòng (từ tháng 7/2025) - Tư lệnh Quân chủng Phòng không - Không quân (đến tháng 7/2025)                                                |
| 15 | Chức vụ   | Ủy viên                  | - Ủy viên Trung ương Đảng - Thứ trưởng Bộ Quốc phòng (từ tháng 7/2025) - Tư lệnh Quân chủng Phòng không - Không quân (đến tháng 7/2025)                                                |
| 15 | Năm sinh  | 1967                     | - Ủy viên Trung ương Đảng - Thứ trưởng Bộ Quốc phòng (từ tháng 7/2025) - Tư lệnh Quân chủng Phòng không - Không quân (đến tháng 7/2025)                                                |
| 15 | Cấp bậc   | Thượng tướng             | - Ủy viên Trung ương Đảng - Thứ trưởng Bộ Quốc phòng (từ tháng 7/2025) - Tư lệnh Quân chủng Phòng không - Không quân (đến tháng 7/2025)                                                |
|    |           |                          | |
| 16 | Tên       | Lê Đức Thái              | - Ủy viên Trung ương Đảng - Tư lệnh Bộ Tư lệnh Bộ đội Biên phòng |
| 16 | Chức vụ   | Ủy viên                  | - Ủy viên Trung ương Đảng - Tư lệnh Bộ Tư lệnh Bộ đội Biên phòng |
| 16 | Năm sinh  | 1967                     | - Ủy viên Trung ương Đảng - Tư lệnh Bộ Tư lệnh Bộ đội Biên phòng |
| 16 | Cấp bậc   | Trung tướng              | - Ủy viên Trung ương Đảng - Tư lệnh Bộ Tư lệnh Bộ đội Biên phòng |
|    |           |                          | |
| 17 | Tên       | Nguyễn Hồng Thái         | - Ủy viên Trung ương Đảng - Thứ trưởng Bộ Quốc phòng (từ tháng 4/2025) - Tư lệnh Quân khu 1 (đến tháng 4/2025)                                                                         |
| 17 | Chức vụ   | Ủy viên                  | - Ủy viên Trung ương Đảng - Thứ trưởng Bộ Quốc phòng (từ tháng 4/2025) - Tư lệnh Quân khu 1 (đến tháng 4/2025)                                                                         |
| 17 | Năm sinh  | 1969                     | - Ủy viên Trung ương Đảng - Thứ trưởng Bộ Quốc phòng (từ tháng 4/2025) - Tư lệnh Quân khu 1 (đến tháng 4/2025)                                                                         |
| 17 | Cấp bậc   | Thượng tướng             | - Ủy viên Trung ương Đảng - Thứ trưởng Bộ Quốc phòng (từ tháng 4/2025) - Tư lệnh Quân khu 1 (đến tháng 4/2025)                                                                         |
|    |           |                          | |
| 18 | Tên       | Nguyễn Quang Ngọc        | - Ủy viên Trung ương Đảng - Phó Tổng tham mưu trưởng |
| 18 | Chức vụ   | Ủy viên                  | - Ủy viên Trung ương Đảng - Phó Tổng tham mưu trưởng |
| 18 | Năm sinh  | 1968                     | - Ủy viên Trung ương Đảng - Phó Tổng tham mưu trưởng |
| 18 | Cấp bậc   | Thượng tướng             | - Ủy viên Trung ương Đảng - Phó Tổng tham mưu trưởng |
|    |           |                          | |
| 19 | Tên       | Thái Đại Ngọc            | - Ủy viên Trung ương Đảng - Phó Tổng tham mưu trưởng |
| 19 | Chức vụ   | Ủy viên                  | - Ủy viên Trung ương Đảng - Phó Tổng tham mưu trưởng |
| 19 | Năm sinh  | 1966                     | - Ủy viên Trung ương Đảng - Phó Tổng tham mưu trưởng |
| 19 | Cấp bậc   | Trung tướng              | - Ủy viên Trung ương Đảng - Phó Tổng tham mưu trưởng |
|    |           |                          | |
| 20 | Tên       | Nguyễn Trường Thắng      | - Ủy viên Trung ương Đảng - Thứ trưởng Bộ Quốc phòng (từ tháng 7/2025) - Tư lệnh Quân khu 7 (đến tháng 7/2025)                                                                         |
| 20 | Chức vụ   | Ủy viên                  | - Ủy viên Trung ương Đảng - Thứ trưởng Bộ Quốc phòng (từ tháng 7/2025) - Tư lệnh Quân khu 7 (đến tháng 7/2025)                                                                         |
| 20 | Năm sinh  | 1970                     | - Ủy viên Trung ương Đảng - Thứ trưởng Bộ Quốc phòng (từ tháng 7/2025) - Tư lệnh Quân khu 7 (đến tháng 7/2025)                                                                         |
| 20 | Cấp bậc   | Thượng tướng             | - Ủy viên Trung ương Đảng - Thứ trưởng Bộ Quốc phòng (từ tháng 7/2025) - Tư lệnh Quân khu 7 (đến tháng 7/2025)                                                                         |
|    |           |                          | |

## Quân ủy Trung ương (2015–2020)
Ngày 10/5/2016, tại Trụ sở Bộ Quốc phòng, đã diễn ra lễ công bố Quyết định số 186-QĐ/TW ngày 29/4/2016 của Bộ Chính trị chỉ định Quân ủy Trung ương, Thường vụ Quân ủy Trung ương và các chức danh Bí thư Quân ủy Trung ương, Phó Bí thư Quân ủy Trung ương, nhiệm kỳ 2015-2020. Theo Quyết định này, Quân ủy Trung ương nhiệm kỳ 2015–2020 gồm 23 thành viên; ông Nguyễn Phú Trọng, Tổng Bí thư giữ chức Bí thư Quân ủy Trung ương; Đại tướng Ngô Xuân Lịch giữ chức Phó Bí thư Quân ủy Trung ương.
| TT | Thông tin | Thông tin                             | Chức vụ |
| -- | --------- | ------------------------------------- | --- |
| 1  | Tên       | Nguyễn Phú Trọng                      | - Tổng Bí thư Ban Chấp hành Trung ương Đảng - Chủ tịch nước (từ 10/2018) - Chủ tịch Hội đồng Quốc phòng và An ninh                                      |
| 1  | Chức vụ   | Bí thư                                | - Tổng Bí thư Ban Chấp hành Trung ương Đảng - Chủ tịch nước (từ 10/2018) - Chủ tịch Hội đồng Quốc phòng và An ninh                                      |
| 1  | Năm sinh  | 1944                                  | - Tổng Bí thư Ban Chấp hành Trung ương Đảng - Chủ tịch nước (từ 10/2018) - Chủ tịch Hội đồng Quốc phòng và An ninh                                      |
|    |           |                                       | |
| 2  | Tên       | Ngô Xuân Lịch                         | - Ủy viên Bộ Chính trị - Bộ trưởng Bộ Quốc phòng - Ủy viên Hội đồng Quốc phòng và An ninh                                                               |
| 2  | Chức vụ   | Phó Bí thư                            | - Ủy viên Bộ Chính trị - Bộ trưởng Bộ Quốc phòng - Ủy viên Hội đồng Quốc phòng và An ninh                                                               |
| 2  | Năm sinh  | 1954                                  | - Ủy viên Bộ Chính trị - Bộ trưởng Bộ Quốc phòng - Ủy viên Hội đồng Quốc phòng và An ninh                                                               |
| 2  | Cấp bậc   | Đại tướng                             | - Ủy viên Bộ Chính trị - Bộ trưởng Bộ Quốc phòng - Ủy viên Hội đồng Quốc phòng và An ninh                                                               |
|    |           |                                       | |
| —  | Tên       | Trần Đại Quang                        | - Ủy viên Bộ Chính trị - Chủ tịch nước - Chủ tịch Hội đồng Quốc phòng và An ninh - Giữ chức vụ đến 10/2018                                              |
| —  | Chức vụ   | Ủy viên Thường vụ (đến tháng 10/2018) | - Ủy viên Bộ Chính trị - Chủ tịch nước - Chủ tịch Hội đồng Quốc phòng và An ninh - Giữ chức vụ đến 10/2018                                              |
| —  | Năm sinh  | 1956                                  | - Ủy viên Bộ Chính trị - Chủ tịch nước - Chủ tịch Hội đồng Quốc phòng và An ninh - Giữ chức vụ đến 10/2018                                              |
| —  | Cấp bậc   | Đại tướng CAND                        | - Ủy viên Bộ Chính trị - Chủ tịch nước - Chủ tịch Hội đồng Quốc phòng và An ninh - Giữ chức vụ đến 10/2018                                              |
|    |           |                                       | |
| 3  | Tên       | Nguyễn Xuân Phúc                      | - Ủy viên Bộ Chính trị - Thủ tướng Chính phủ - Bí thư Ban cán sự Đảng Chính phủ - Phó Chủ tịch Hội đồng Quốc phòng và An ninh                           |
| 3  | Chức vụ   | Ủy viên Thường vụ                     | - Ủy viên Bộ Chính trị - Thủ tướng Chính phủ - Bí thư Ban cán sự Đảng Chính phủ - Phó Chủ tịch Hội đồng Quốc phòng và An ninh                           |
| 3  | Năm sinh  | 1954                                  | - Ủy viên Bộ Chính trị - Thủ tướng Chính phủ - Bí thư Ban cán sự Đảng Chính phủ - Phó Chủ tịch Hội đồng Quốc phòng và An ninh                           |
|    |           |                                       | |
| 4  | Tên       | Lương Cường                           | - Ủy viên Bộ Chính trị - Chủ nhiệm Tổng cục Chính trị - Chủ nhiệm Ủy ban Kiểm tra Quân ủy Trung ương                                                    |
| 4  | Chức vụ   | Ủy viên Thường vụ                     | - Ủy viên Bộ Chính trị - Chủ nhiệm Tổng cục Chính trị - Chủ nhiệm Ủy ban Kiểm tra Quân ủy Trung ương                                                    |
| 4  | Năm sinh  | 1957                                  | - Ủy viên Bộ Chính trị - Chủ nhiệm Tổng cục Chính trị - Chủ nhiệm Ủy ban Kiểm tra Quân ủy Trung ương                                                    |
| 4  | Cấp bậc   | Đại tướng                             | - Ủy viên Bộ Chính trị - Chủ nhiệm Tổng cục Chính trị - Chủ nhiệm Ủy ban Kiểm tra Quân ủy Trung ương                                                    |
|    |           |                                       | |
| 5  | Tên       | Phan Văn Giang                        | - Ủy viên Trung ương Đảng - Tổng tham mưu trưởng - Thứ trưởng Bộ Quốc phòng                                                                             |
| 5  | Chức vụ   | Ủy viên Thường vụ                     | - Ủy viên Trung ương Đảng - Tổng tham mưu trưởng - Thứ trưởng Bộ Quốc phòng                                                                             |
| 5  | Năm sinh  | 1960                                  | - Ủy viên Trung ương Đảng - Tổng tham mưu trưởng - Thứ trưởng Bộ Quốc phòng                                                                             |
| 5  | Cấp bậc   | Thượng tướng                          | - Ủy viên Trung ương Đảng - Tổng tham mưu trưởng - Thứ trưởng Bộ Quốc phòng                                                                             |
|    |           |                                       | |
| 6  | Tên       | Nguyễn Chí Vịnh                       | - Ủy viên Trung ương Đảng - Thứ trưởng Bộ Quốc phòng |
| 6  | Chức vụ   | Ủy viên Thường vụ                     | - Ủy viên Trung ương Đảng - Thứ trưởng Bộ Quốc phòng |
| 6  | Năm sinh  | 1957                                  | - Ủy viên Trung ương Đảng - Thứ trưởng Bộ Quốc phòng |
| 6  | Cấp bậc   | Thượng tướng                          | - Ủy viên Trung ương Đảng - Thứ trưởng Bộ Quốc phòng |
|    |           |                                       | |
| 7  | Tên       | Trần Đơn                              | - Ủy viên Trung ương Đảng - Thứ trưởng Bộ Quốc phòng |
| 7  | Chức vụ   | Ủy viên thường vụ                     | - Ủy viên Trung ương Đảng - Thứ trưởng Bộ Quốc phòng |
| 7  | Năm sinh  | 1958                                  | - Ủy viên Trung ương Đảng - Thứ trưởng Bộ Quốc phòng |
| 7  | Cấp bậc   | Thượng tướng                          | - Ủy viên Trung ương Đảng - Thứ trưởng Bộ Quốc phòng |
|    |           |                                       | |
| 8  | Tên       | Bế Xuân Trường                        | - Ủy viên Trung ương Đảng - Thứ trưởng Bộ Quốc phòng |
| 8  | Chức vụ   | Ủy viên                               | - Ủy viên Trung ương Đảng - Thứ trưởng Bộ Quốc phòng |
| 8  | Năm sinh  | 1957                                  | - Ủy viên Trung ương Đảng - Thứ trưởng Bộ Quốc phòng |
| 8  | Cấp bậc   | Thượng tướng                          | - Ủy viên Trung ương Đảng - Thứ trưởng Bộ Quốc phòng |
|    |           |                                       | |
| 9  | Tên       | Lê Chiêm                              | - Ủy viên Trung ương Đảng - Thứ trưởng Bộ Quốc phòng - Ủy viên Ủy ban Kiểm tra Quân ủy Trung ương                                                       |
| 9  | Chức vụ   | Ủy viên                               | - Ủy viên Trung ương Đảng - Thứ trưởng Bộ Quốc phòng - Ủy viên Ủy ban Kiểm tra Quân ủy Trung ương                                                       |
| 9  | Năm sinh  | 1958                                  | - Ủy viên Trung ương Đảng - Thứ trưởng Bộ Quốc phòng - Ủy viên Ủy ban Kiểm tra Quân ủy Trung ương                                                       |
| 9  | Cấp bậc   | Thượng tướng                          | - Ủy viên Trung ương Đảng - Thứ trưởng Bộ Quốc phòng - Ủy viên Ủy ban Kiểm tra Quân ủy Trung ương                                                       |
|    |           |                                       | |
| 10 | Tên       | Nguyễn Tân Cương                      | - Ủy viên Trung ương Đảng - Thứ trưởng Bộ Quốc phòng (từ 12/2019) - Phó Tổng tham mưu trưởng (từ 10/2018) - Tư lệnh Quân khu 4                          |
| 10 | Chức vụ   | Ủy viên                               | - Ủy viên Trung ương Đảng - Thứ trưởng Bộ Quốc phòng (từ 12/2019) - Phó Tổng tham mưu trưởng (từ 10/2018) - Tư lệnh Quân khu 4                          |
| 10 | Năm sinh  | 1966                                  | - Ủy viên Trung ương Đảng - Thứ trưởng Bộ Quốc phòng (từ 12/2019) - Phó Tổng tham mưu trưởng (từ 10/2018) - Tư lệnh Quân khu 4                          |
| 10 | Cấp bậc   | Thượng tướng                          | - Ủy viên Trung ương Đảng - Thứ trưởng Bộ Quốc phòng (từ 12/2019) - Phó Tổng tham mưu trưởng (từ 10/2018) - Tư lệnh Quân khu 4                          |
|    |           |                                       | |
| 11 | Tên       | Phạm Hoài Nam                         | - Ủy viên Trung ương Đảng - Thứ trưởng Bộ Quốc phòng (từ 7/2020) - Tư lệnh Quân chủng Hải quân                                                          |
| 11 | Chức vụ   | Ủy viên                               | - Ủy viên Trung ương Đảng - Thứ trưởng Bộ Quốc phòng (từ 7/2020) - Tư lệnh Quân chủng Hải quân                                                          |
| 11 | Năm sinh  | 1967                                  | - Ủy viên Trung ương Đảng - Thứ trưởng Bộ Quốc phòng (từ 7/2020) - Tư lệnh Quân chủng Hải quân                                                          |
| 11 | Cấp bậc   | Phó Đô đốc                            | - Ủy viên Trung ương Đảng - Thứ trưởng Bộ Quốc phòng (từ 7/2020) - Tư lệnh Quân chủng Hải quân                                                          |
|    |           |                                       | |
| 12 | Tên       | Hoàng Xuân Chiến                      | - Ủy viên Trung ương Đảng - Thứ trưởng Bộ Quốc phòng (từ 7/2020) - Tư lệnh Bộ đội Biên phòng                                                            |
| 12 | Chức vụ   | Ủy viên                               | - Ủy viên Trung ương Đảng - Thứ trưởng Bộ Quốc phòng (từ 7/2020) - Tư lệnh Bộ đội Biên phòng                                                            |
| 12 | Năm sinh  | 1961                                  | - Ủy viên Trung ương Đảng - Thứ trưởng Bộ Quốc phòng (từ 7/2020) - Tư lệnh Bộ đội Biên phòng                                                            |
| 12 | Cấp bậc   | Thượng tướng                          | - Ủy viên Trung ương Đảng - Thứ trưởng Bộ Quốc phòng (từ 7/2020) - Tư lệnh Bộ đội Biên phòng                                                            |
|    |           |                                       | |
| 13 | Tên       | Vũ Hải Sản                            | - Ủy viên Trung ương Đảng - Thứ trưởng Bộ Quốc phòng (từ 7/2020) - Tư lệnh Quân khu 3                                                                   |
| 13 | Chức vụ   | Ủy viên                               | - Ủy viên Trung ương Đảng - Thứ trưởng Bộ Quốc phòng (từ 7/2020) - Tư lệnh Quân khu 3                                                                   |
| 13 | Năm sinh  | 1961                                  | - Ủy viên Trung ương Đảng - Thứ trưởng Bộ Quốc phòng (từ 7/2020) - Tư lệnh Quân khu 3                                                                   |
| 13 | Cấp bậc   | Trung tướng                           | - Ủy viên Trung ương Đảng - Thứ trưởng Bộ Quốc phòng (từ 7/2020) - Tư lệnh Quân khu 3                                                                   |
|    |           |                                       | |
| 14 | Tên       | Lê Huy Vịnh                           | - Ủy viên Trung ương Đảng - Thứ trưởng Bộ Quốc phòng (từ 10/2020) - Phó Tổng tham mưu trưởng (từ 12/2019) - Tư lệnh Quân chủng Phòng không - Không quân |
| 14 | Chức vụ   | Ủy viên                               | - Ủy viên Trung ương Đảng - Thứ trưởng Bộ Quốc phòng (từ 10/2020) - Phó Tổng tham mưu trưởng (từ 12/2019) - Tư lệnh Quân chủng Phòng không - Không quân |
| 14 | Năm sinh  | 1961                                  | - Ủy viên Trung ương Đảng - Thứ trưởng Bộ Quốc phòng (từ 10/2020) - Phó Tổng tham mưu trưởng (từ 12/2019) - Tư lệnh Quân chủng Phòng không - Không quân |
| 14 | Cấp bậc   | Thượng tướng                          | - Ủy viên Trung ương Đảng - Thứ trưởng Bộ Quốc phòng (từ 10/2020) - Phó Tổng tham mưu trưởng (từ 12/2019) - Tư lệnh Quân chủng Phòng không - Không quân |
|    |           |                                       | |
| 15 | Tên       | Võ Minh Lương                         | - Ủy viên Trung ương Đảng - Thứ trưởng Bộ Quốc phòng (từ 10/2020) - Tư lệnh Quân khu 7                                                                  |
| 15 | Chức vụ   | Ủy viên                               | - Ủy viên Trung ương Đảng - Thứ trưởng Bộ Quốc phòng (từ 10/2020) - Tư lệnh Quân khu 7                                                                  |
| 15 | Năm sinh  | 1963                                  | - Ủy viên Trung ương Đảng - Thứ trưởng Bộ Quốc phòng (từ 10/2020) - Tư lệnh Quân khu 7                                                                  |
| 15 | Cấp bậc   | Thượng tướng                          | - Ủy viên Trung ương Đảng - Thứ trưởng Bộ Quốc phòng (từ 10/2020) - Tư lệnh Quân khu 7                                                                  |
|    |           |                                       | |
| 16 | Tên       | Nguyễn Phương Nam                     | - Ủy viên Trung ương Đảng - Phó Tổng tham mưu trưởng |
| 16 | Chức vụ   | Ủy viên                               | - Ủy viên Trung ương Đảng - Phó Tổng tham mưu trưởng |
| 16 | Năm sinh  | 1957                                  | - Ủy viên Trung ương Đảng - Phó Tổng tham mưu trưởng |
| 16 | Cấp bậc   | Thượng tướng                          | - Ủy viên Trung ương Đảng - Phó Tổng tham mưu trưởng |
|    |           |                                       | |
| 17 | Tên       | Nguyễn Trọng Nghĩa                    | - Ủy viên Trung ương Đảng - Phó Chủ nhiệm Tổng cục Chính trị                                                                                            |
| 17 | Chức vụ   | Ủy viên                               | - Ủy viên Trung ương Đảng - Phó Chủ nhiệm Tổng cục Chính trị                                                                                            |
| 17 | Năm sinh  | 1962                                  | - Ủy viên Trung ương Đảng - Phó Chủ nhiệm Tổng cục Chính trị                                                                                            |
| 17 | Cấp bậc   | Thượng tướng                          | - Ủy viên Trung ương Đảng - Phó Chủ nhiệm Tổng cục Chính trị                                                                                            |
|    |           |                                       | |
| 18 | Tên       | Trần Việt Khoa                        | - Ủy viên Trung ương Đảng - Giám đốc Học viện Quốc phòng                                                                                                |
| 18 | Chức vụ   | Ủy viên                               | - Ủy viên Trung ương Đảng - Giám đốc Học viện Quốc phòng                                                                                                |
| 18 | Năm sinh  | 1965                                  | - Ủy viên Trung ương Đảng - Giám đốc Học viện Quốc phòng                                                                                                |
| 18 | Cấp bậc   | Trung tướng                           | - Ủy viên Trung ương Đảng - Giám đốc Học viện Quốc phòng                                                                                                |
|    |           |                                       | |
| 19 | Tên       | Huỳnh Chiến Thắng                     | - Ủy viên Trung ương Đảng - Phó Tổng tham mưu trưởng (từ 11/2020) - Chính ủy Quân khu 9                                                                 |
| 19 | Chức vụ   | Ủy viên                               | - Ủy viên Trung ương Đảng - Phó Tổng tham mưu trưởng (từ 11/2020) - Chính ủy Quân khu 9                                                                 |
| 19 | Năm sinh  | 1965                                  | - Ủy viên Trung ương Đảng - Phó Tổng tham mưu trưởng (từ 11/2020) - Chính ủy Quân khu 9                                                                 |
| 19 | Cấp bậc   | Trung tướng                           | - Ủy viên Trung ương Đảng - Phó Tổng tham mưu trưởng (từ 11/2020) - Chính ủy Quân khu 9                                                                 |
|    |           |                                       | |
| —  | Tên       | Lê Xuân Duy                           | - Ủy viên Trung ương Đảng - Tư lệnh Quân khu 2 (đến 8/2016 do qua đời)                                                                                  |
| —  | Chức vụ   | Ủy viên (đến 8/2016)                  | - Ủy viên Trung ương Đảng - Tư lệnh Quân khu 2 (đến 8/2016 do qua đời)                                                                                  |
| —  | Năm sinh  | 1962                                  | - Ủy viên Trung ương Đảng - Tư lệnh Quân khu 2 (đến 8/2016 do qua đời)                                                                                  |
| —  | Cấp bậc   | Thiếu tướng                           | - Ủy viên Trung ương Đảng - Tư lệnh Quân khu 2 (đến 8/2016 do qua đời)                                                                                  |
|    |           |                                       | |
| —  | Tên       | Nguyễn Mạnh Hùng                      | - Ủy viên Trung ương Đảng - Chủ tịch, Tổng Giám đốc Tập đoàn Viettel (đến 7/2018) - Từ tháng 7/2018 chuyển công tác                                     |
| —  | Chức vụ   | Ủy viên (đến 7/2018)                  | - Ủy viên Trung ương Đảng - Chủ tịch, Tổng Giám đốc Tập đoàn Viettel (đến 7/2018) - Từ tháng 7/2018 chuyển công tác                                     |
| —  | Năm sinh  | 1962                                  | - Ủy viên Trung ương Đảng - Chủ tịch, Tổng Giám đốc Tập đoàn Viettel (đến 7/2018) - Từ tháng 7/2018 chuyển công tác                                     |
| —  | Cấp bậc   | Thiếu tướng                           | - Ủy viên Trung ương Đảng - Chủ tịch, Tổng Giám đốc Tập đoàn Viettel (đến 7/2018) - Từ tháng 7/2018 chuyển công tác                                     |
|    |           |                                       | |

## Quân ủy Trung ương (2010–2015)
Danh sách cuối cùng trước khi hết nhiệm kỳ:
| TT | Thông tin | Thông tin          | Chức vụ |
| -- | --------- | ------------------ | --- |
| 1  | Tên       | Nguyễn Phú Trọng   | - Tổng Bí thư Ban Chấp hành Trung ương Đảng |
| 1  | Chức vụ   | Bí thư             | - Tổng Bí thư Ban Chấp hành Trung ương Đảng |
| 1  | Năm sinh  | 1944               | - Tổng Bí thư Ban Chấp hành Trung ương Đảng |
|    |           |                    | |
| 2  | Tên       | Phùng Quang Thanh  | - Ủy viên Bộ Chính trị - Bộ trưởng Bộ Quốc phòng - Ủy viên Hội đồng Quốc phòng và An ninh                                                       |
| 2  | Chức vụ   | Phó Bí thư         | - Ủy viên Bộ Chính trị - Bộ trưởng Bộ Quốc phòng - Ủy viên Hội đồng Quốc phòng và An ninh                                                       |
| 2  | Năm sinh  | 1949               | - Ủy viên Bộ Chính trị - Bộ trưởng Bộ Quốc phòng - Ủy viên Hội đồng Quốc phòng và An ninh                                                       |
| 2  | Cấp bậc   | Đại tướng          | - Ủy viên Bộ Chính trị - Bộ trưởng Bộ Quốc phòng - Ủy viên Hội đồng Quốc phòng và An ninh                                                       |
|    |           |                    | |
| 3  | Tên       | Trương Tấn Sang    | - Ủy viên Bộ Chính trị - Chủ tịch nước - Chủ tịch Hội đồng Quốc phòng và An ninh                                                                |
| 3  | Chức vụ   | Ủy viên Thường vụ  | - Ủy viên Bộ Chính trị - Chủ tịch nước - Chủ tịch Hội đồng Quốc phòng và An ninh                                                                |
| 3  | Năm sinh  | 1949               | - Ủy viên Bộ Chính trị - Chủ tịch nước - Chủ tịch Hội đồng Quốc phòng và An ninh                                                                |
|    |           |                    | |
| 4  | Tên       | Nguyễn Tấn Dũng    | - Ủy viên Bộ Chính trị - Thủ tướng Chính phủ - Bí thư Ban cán sự Đảng Chính phủ - Phó Chủ tịch Hội đồng Quốc phòng và An ninh                   |
| 4  | Chức vụ   | Ủy viên Thường vụ  | - Ủy viên Bộ Chính trị - Thủ tướng Chính phủ - Bí thư Ban cán sự Đảng Chính phủ - Phó Chủ tịch Hội đồng Quốc phòng và An ninh                   |
| 4  | Năm sinh  | 1949               | - Ủy viên Bộ Chính trị - Thủ tướng Chính phủ - Bí thư Ban cán sự Đảng Chính phủ - Phó Chủ tịch Hội đồng Quốc phòng và An ninh                   |
| 4  | Cấp bậc   | Thiếu tá           | - Ủy viên Bộ Chính trị - Thủ tướng Chính phủ - Bí thư Ban cán sự Đảng Chính phủ - Phó Chủ tịch Hội đồng Quốc phòng và An ninh                   |
|    |           |                    | |
| 5  | Tên       | Ngô Xuân Lịch      | - Ủy viên Bộ Chính trị - Chủ nhiệm Tổng cục Chính trị - Chủ nhiệm Ủy ban Kiểm tra Quân ủy Trung ương                                            |
| 5  | Chức vụ   | Ủy viên Thường vụ  | - Ủy viên Bộ Chính trị - Chủ nhiệm Tổng cục Chính trị - Chủ nhiệm Ủy ban Kiểm tra Quân ủy Trung ương                                            |
| 5  | Năm sinh  | 1954               | - Ủy viên Bộ Chính trị - Chủ nhiệm Tổng cục Chính trị - Chủ nhiệm Ủy ban Kiểm tra Quân ủy Trung ương                                            |
| 5  | Cấp bậc   | Đại tướng          | - Ủy viên Bộ Chính trị - Chủ nhiệm Tổng cục Chính trị - Chủ nhiệm Ủy ban Kiểm tra Quân ủy Trung ương                                            |
|    |           |                    | |
| 6  | Tên       | Đỗ Bá Tỵ           | - Ủy viên Trung ương Đảng - Tổng tham mưu trưởng - Thứ trưởng Bộ Quốc phòng                                                                     |
| 6  | Chức vụ   | Ủy viên Thường vụ  | - Ủy viên Trung ương Đảng - Tổng tham mưu trưởng - Thứ trưởng Bộ Quốc phòng                                                                     |
| 6  | Năm sinh  | 1954               | - Ủy viên Trung ương Đảng - Tổng tham mưu trưởng - Thứ trưởng Bộ Quốc phòng                                                                     |
| 6  | Cấp bậc   | Đại tướng          | - Ủy viên Trung ương Đảng - Tổng tham mưu trưởng - Thứ trưởng Bộ Quốc phòng                                                                     |
|    |           |                    | |
| 7  | Tên       | Nguyễn Thành Cung  | - Ủy viên Trung ương Đảng - Thứ trưởng Bộ Quốc phòng                                                                                            |
| 7  | Chức vụ   | Ủy viên Thường vụ  | - Ủy viên Trung ương Đảng - Thứ trưởng Bộ Quốc phòng                                                                                            |
| 7  | Năm sinh  | 1953               | - Ủy viên Trung ương Đảng - Thứ trưởng Bộ Quốc phòng                                                                                            |
| 7  | Cấp bậc   | Thượng tướng       | - Ủy viên Trung ương Đảng - Thứ trưởng Bộ Quốc phòng                                                                                            |
|    |           |                    | |
| 8  | Tên       | Trương Quang Khánh | - Ủy viên Trung ương Đảng - Thứ trưởng Bộ Quốc phòng                                                                                            |
| 8  | Chức vụ   | Ủy viên            | - Ủy viên Trung ương Đảng - Thứ trưởng Bộ Quốc phòng                                                                                            |
| 8  | Năm sinh  | 1953               | - Ủy viên Trung ương Đảng - Thứ trưởng Bộ Quốc phòng                                                                                            |
| 8  | Cấp bậc   | Thượng tướng       | - Ủy viên Trung ương Đảng - Thứ trưởng Bộ Quốc phòng                                                                                            |
|    |           |                    | |
| 9  | Tên       | Nguyễn Chí Vịnh    | - Ủy viên Trung ương Đảng - Thứ trưởng Bộ Quốc phòng                                                                                            |
| 9  | Chức vụ   | Ủy viên            | - Ủy viên Trung ương Đảng - Thứ trưởng Bộ Quốc phòng                                                                                            |
| 9  | Năm sinh  | 1957               | - Ủy viên Trung ương Đảng - Thứ trưởng Bộ Quốc phòng                                                                                            |
| 9  | Cấp bậc   | Thượng tướng       | - Ủy viên Trung ương Đảng - Thứ trưởng Bộ Quốc phòng                                                                                            |
|    |           |                    | |
| 10 | Tên       | Lê Hữu Đức         | - Ủy viên Trung ương Đảng - Thứ trưởng Bộ Quốc phòng                                                                                            |
| 10 | Chức vụ   | Ủy viên            | - Ủy viên Trung ương Đảng - Thứ trưởng Bộ Quốc phòng                                                                                            |
| 10 | Năm sinh  | 1955               | - Ủy viên Trung ương Đảng - Thứ trưởng Bộ Quốc phòng                                                                                            |
| 10 | Cấp bậc   | Thượng tướng       | - Ủy viên Trung ương Đảng - Thứ trưởng Bộ Quốc phòng                                                                                            |
|    |           |                    | |
| 11 | Tên       | Nguyễn Văn Hiến    | - Ủy viên Trung ương Đảng - Thứ trưởng Bộ Quốc phòng - Tư lệnh Quân chủng Hải quân                                                              |
| 11 | Chức vụ   | Ủy viên            | - Ủy viên Trung ương Đảng - Thứ trưởng Bộ Quốc phòng - Tư lệnh Quân chủng Hải quân                                                              |
| 11 | Năm sinh  | 1954               | - Ủy viên Trung ương Đảng - Thứ trưởng Bộ Quốc phòng - Tư lệnh Quân chủng Hải quân                                                              |
| 11 | Cấp bậc   | Đô đốc             | - Ủy viên Trung ương Đảng - Thứ trưởng Bộ Quốc phòng - Tư lệnh Quân chủng Hải quân                                                              |
|    |           |                    | |
| 12 | Tên       | Bế Xuân Trường     | - Ủy viên Trung ương Đảng - Thứ trưởng Bộ Quốc phòng                                                                                            |
| 12 | Chức vụ   | Ủy viên            | - Ủy viên Trung ương Đảng - Thứ trưởng Bộ Quốc phòng                                                                                            |
| 12 | Năm sinh  | 1957               | - Ủy viên Trung ương Đảng - Thứ trưởng Bộ Quốc phòng                                                                                            |
| 12 | Cấp bậc   | Thượng tướng       | - Ủy viên Trung ương Đảng - Thứ trưởng Bộ Quốc phòng                                                                                            |
|    |           |                    | |
| 13 | Tên       | Võ Trọng Việt      | - Ủy viên Trung ương Đảng - Thứ trưởng Bộ Quốc phòng                                                                                            |
| 13 | Chức vụ   | Ủy viên            | - Ủy viên Trung ương Đảng - Thứ trưởng Bộ Quốc phòng                                                                                            |
| 13 | Năm sinh  | 1957               | - Ủy viên Trung ương Đảng - Thứ trưởng Bộ Quốc phòng                                                                                            |
| 13 | Cấp bậc   | Thượng tướng       | - Ủy viên Trung ương Đảng - Thứ trưởng Bộ Quốc phòng                                                                                            |
|    |           |                    | |
| 14 | Tên       | Mai Quang Phấn     | - Ủy viên Trung ương Đảng - Phó Chủ nhiệm Tổng cục Chính trị                                                                                    |
| 14 | Chức vụ   | Ủy viên            | - Ủy viên Trung ương Đảng - Phó Chủ nhiệm Tổng cục Chính trị                                                                                    |
| 14 | Năm sinh  | 1953               | - Ủy viên Trung ương Đảng - Phó Chủ nhiệm Tổng cục Chính trị                                                                                    |
| 14 | Cấp bậc   | Thượng tướng       | - Ủy viên Trung ương Đảng - Phó Chủ nhiệm Tổng cục Chính trị                                                                                    |
|    |           |                    | |
| 15 | Tên       | Lương Cường        | - Ủy viên Trung ương Đảng - Phó Chủ nhiệm Tổng cục Chính trị                                                                                    |
| 15 | Chức vụ   | Ủy viên            | - Ủy viên Trung ương Đảng - Phó Chủ nhiệm Tổng cục Chính trị                                                                                    |
| 15 | Năm sinh  | 1957               | - Ủy viên Trung ương Đảng - Phó Chủ nhiệm Tổng cục Chính trị                                                                                    |
| 15 | Cấp bậc   | Thượng tướng       | - Ủy viên Trung ương Đảng - Phó Chủ nhiệm Tổng cục Chính trị                                                                                    |
|    |           |                    | |
| 16 | Tên       | Phạm Xuân Hùng     | - Ủy viên Trung ương Đảng - Phó Tổng tham mưu trưởng                                                                                            |
| 16 | Chức vụ   | Ủy viên            | - Ủy viên Trung ương Đảng - Phó Tổng tham mưu trưởng                                                                                            |
| 16 | Năm sinh  | 1952               | - Ủy viên Trung ương Đảng - Phó Tổng tham mưu trưởng                                                                                            |
| 16 | Cấp bậc   | Thượng tướng       | - Ủy viên Trung ương Đảng - Phó Tổng tham mưu trưởng                                                                                            |
|    |           |                    | |
| 17 | Tên       | Võ Tiến Trung      | - Ủy viên Trung ương Đảng - Giám đốc Học viện Quốc phòng                                                                                        |
| 17 | Chức vụ   | Ủy viên            | - Ủy viên Trung ương Đảng - Giám đốc Học viện Quốc phòng                                                                                        |
| 17 | Năm sinh  | 1954               | - Ủy viên Trung ương Đảng - Giám đốc Học viện Quốc phòng                                                                                        |
| 17 | Cấp bậc   | Thượng tướng       | - Ủy viên Trung ương Đảng - Giám đốc Học viện Quốc phòng                                                                                        |
|    |           |                    | |
| 18 | Tên       | Phương Minh Hòa    | - Ủy viên Trung ương Đảng - Tư lệnh Quân chủng Phòng không - Không quân (đến tháng 6/2015) - Phó Chủ nhiệm Tổng cục Chính trị (từ tháng 6/2015) |
| 18 | Chức vụ   | Ủy viên            | - Ủy viên Trung ương Đảng - Tư lệnh Quân chủng Phòng không - Không quân (đến tháng 6/2015) - Phó Chủ nhiệm Tổng cục Chính trị (từ tháng 6/2015) |
| 18 | Năm sinh  | 1955               | - Ủy viên Trung ương Đảng - Tư lệnh Quân chủng Phòng không - Không quân (đến tháng 6/2015) - Phó Chủ nhiệm Tổng cục Chính trị (từ tháng 6/2015) |
| 18 | Cấp bậc   | Thượng tướng       | - Ủy viên Trung ương Đảng - Tư lệnh Quân chủng Phòng không - Không quân (đến tháng 6/2015) - Phó Chủ nhiệm Tổng cục Chính trị (từ tháng 6/2015) |
|    |           |                    | |
| 19 | Tên       | Dương Đức Hòa      | - Ủy viên Trung ương Đảng - Tư lệnh Quân khu 2                                                                                                  |
| 19 | Chức vụ   | Ủy viên            | - Ủy viên Trung ương Đảng - Tư lệnh Quân khu 2                                                                                                  |
| 19 | Năm sinh  | 1955               | - Ủy viên Trung ương Đảng - Tư lệnh Quân khu 2                                                                                                  |
| 19 | Cấp bậc   | Trung tướng        | - Ủy viên Trung ương Đảng - Tư lệnh Quân khu 2                                                                                                  |
|    |           |                    | |
| 20 | Tên       | Lê Chiêm           | - Ủy viên Trung ương Đảng - Tư lệnh Quân khu 5 (2010–2015)                                                                                      |
| 20 | Chức vụ   | Ủy viên            | - Ủy viên Trung ương Đảng - Tư lệnh Quân khu 5 (2010–2015)                                                                                      |
| 20 | Năm sinh  | 1958               | - Ủy viên Trung ương Đảng - Tư lệnh Quân khu 5 (2010–2015)                                                                                      |
| 20 | Cấp bậc   | Trung tướng        | - Ủy viên Trung ương Đảng - Tư lệnh Quân khu 5 (2010–2015)                                                                                      |
|    |           |                    | |
| 21 | Tên       | Trần Đơn           | - Ủy viên Trung ương Đảng - Tư lệnh Quân khu 7 (2011–2015)                                                                                      |
| 21 | Chức vụ   | Ủy viên            | - Ủy viên Trung ương Đảng - Tư lệnh Quân khu 7 (2011–2015)                                                                                      |
| 21 | Năm sinh  | 1958               | - Ủy viên Trung ương Đảng - Tư lệnh Quân khu 7 (2011–2015)                                                                                      |
| 21 | Cấp bậc   | Trung tướng        | - Ủy viên Trung ương Đảng - Tư lệnh Quân khu 7 (2011–2015)                                                                                      |
|    |           |                    | |
| 22 | Tên       | Nguyễn Phương Nam  | - Ủy viên Trung ương Đảng - Tư lệnh Quân khu 9 (2011–2015)                                                                                      |
| 22 | Chức vụ   | Ủy viên            | - Ủy viên Trung ương Đảng - Tư lệnh Quân khu 9 (2011–2015)                                                                                      |
| 22 | Năm sinh  | 1957               | - Ủy viên Trung ương Đảng - Tư lệnh Quân khu 9 (2011–2015)                                                                                      |
| 22 | Cấp bậc   | Trung tướng        | - Ủy viên Trung ương Đảng - Tư lệnh Quân khu 9 (2011–2015)                                                                                      |
|    |           |                    | |
| 23 | Tên       | Nguyễn Tân Cương   | - Ủy viên dự khuyết Trung ương Đảng - Tư lệnh Quân khu 4 (từ 10/2014)                                                                           |
| 23 | Chức vụ   | Ủy viên            | - Ủy viên dự khuyết Trung ương Đảng - Tư lệnh Quân khu 4 (từ 10/2014)                                                                           |
| 23 | Năm sinh  | 1966               | - Ủy viên dự khuyết Trung ương Đảng - Tư lệnh Quân khu 4 (từ 10/2014)                                                                           |
| 23 | Cấp bậc   | Trung tướng        | - Ủy viên dự khuyết Trung ương Đảng - Tư lệnh Quân khu 4 (từ 10/2014)                                                                           |
|    |           |                    | |

## Đảng ủy Quân sự Trung ương (2005–2010)
Danh sách cuối cùng trước khi hết nhiệm kỳ:
| TT | Thông tin | Thông tin          | Chức vụ |
| -- | --------- | ------------------ | --- |
| 1  | Tên       | Nông Đức Mạnh      | - Tổng Bí thư Ban Chấp hành Trung ương Đảng                                                                                   |
| 1  | Chức vụ   | Bí thư             | - Tổng Bí thư Ban Chấp hành Trung ương Đảng                                                                                   |
| 1  | Năm sinh  | 1940               | - Tổng Bí thư Ban Chấp hành Trung ương Đảng                                                                                   |
|    |           |                    | |
| 2  | Tên       | Phùng Quang Thanh  | - Ủy viên Bộ Chính trị - Bộ trưởng Bộ Quốc phòng - Ủy viên Hội đồng Quốc phòng và An ninh                                     |
| 2  | Chức vụ   | Phó Bí thư         | - Ủy viên Bộ Chính trị - Bộ trưởng Bộ Quốc phòng - Ủy viên Hội đồng Quốc phòng và An ninh                                     |
| 2  | Năm sinh  | 1949               | - Ủy viên Bộ Chính trị - Bộ trưởng Bộ Quốc phòng - Ủy viên Hội đồng Quốc phòng và An ninh                                     |
| 2  | Cấp bậc   | Đại tướng          | - Ủy viên Bộ Chính trị - Bộ trưởng Bộ Quốc phòng - Ủy viên Hội đồng Quốc phòng và An ninh                                     |
|    |           |                    | |
| 3  | Tên       | Nguyễn Minh Triết  | - Ủy viên Bộ Chính trị - Chủ tịch nước - Chủ tịch Hội đồng Quốc phòng và An ninh                                              |
| 3  | Chức vụ   | Ủy viên Thường vụ  | - Ủy viên Bộ Chính trị - Chủ tịch nước - Chủ tịch Hội đồng Quốc phòng và An ninh                                              |
| 3  | Năm sinh  | 1942               | - Ủy viên Bộ Chính trị - Chủ tịch nước - Chủ tịch Hội đồng Quốc phòng và An ninh                                              |
|    |           |                    | |
| 4  | Tên       | Nguyễn Tấn Dũng    | - Ủy viên Bộ Chính trị - Thủ tướng Chính phủ - Bí thư Ban cán sự Đảng Chính phủ - Phó Chủ tịch Hội đồng Quốc phòng và An ninh |
| 4  | Chức vụ   | Ủy viên Thường vụ  | - Ủy viên Bộ Chính trị - Thủ tướng Chính phủ - Bí thư Ban cán sự Đảng Chính phủ - Phó Chủ tịch Hội đồng Quốc phòng và An ninh |
| 4  | Năm sinh  | 1949               | - Ủy viên Bộ Chính trị - Thủ tướng Chính phủ - Bí thư Ban cán sự Đảng Chính phủ - Phó Chủ tịch Hội đồng Quốc phòng và An ninh |
| 4  | Cấp bậc   | Thiếu tá           | - Ủy viên Bộ Chính trị - Thủ tướng Chính phủ - Bí thư Ban cán sự Đảng Chính phủ - Phó Chủ tịch Hội đồng Quốc phòng và An ninh |
|    |           |                    | |
| 5  | Tên       | Lê Văn Dũng        | - Ủy viên Bộ Chính trị - Chủ nhiệm Tổng cục Chính trị - Chủ nhiệm Ủy ban Kiểm tra Quân ủy Trung ương                          |
| 5  | Chức vụ   | Ủy viên Thường vụ  | - Ủy viên Bộ Chính trị - Chủ nhiệm Tổng cục Chính trị - Chủ nhiệm Ủy ban Kiểm tra Quân ủy Trung ương                          |
| 5  | Năm sinh  | 1945               | - Ủy viên Bộ Chính trị - Chủ nhiệm Tổng cục Chính trị - Chủ nhiệm Ủy ban Kiểm tra Quân ủy Trung ương                          |
| 5  | Cấp bậc   | Đại tướng          | - Ủy viên Bộ Chính trị - Chủ nhiệm Tổng cục Chính trị - Chủ nhiệm Ủy ban Kiểm tra Quân ủy Trung ương                          |
|    |           |                    | |
| 6  | Tên       | Nguyễn Khắc Nghiên | - Ủy viên Trung ương Đảng - Tổng tham mưu trưởng - Thứ trưởng Bộ Quốc phòng                                                   |
| 6  | Chức vụ   | Ủy viên Thường vụ  | - Ủy viên Trung ương Đảng - Tổng tham mưu trưởng - Thứ trưởng Bộ Quốc phòng                                                   |
| 6  | Năm sinh  | 1951               | - Ủy viên Trung ương Đảng - Tổng tham mưu trưởng - Thứ trưởng Bộ Quốc phòng                                                   |
| 6  | Cấp bậc   | Thượng tướng       | - Ủy viên Trung ương Đảng - Tổng tham mưu trưởng - Thứ trưởng Bộ Quốc phòng                                                   |
|    |           |                    | |
| 7  | Tên       | Phan Trung Kiên    | - Ủy viên Trung ương Đảng - Thứ trưởng Bộ Quốc phòng                                                                          |
| 7  | Chức vụ   | Ủy viên Thường vụ  | - Ủy viên Trung ương Đảng - Thứ trưởng Bộ Quốc phòng                                                                          |
| 7  | Năm sinh  | 1946               | - Ủy viên Trung ương Đảng - Thứ trưởng Bộ Quốc phòng                                                                          |
| 7  | Cấp bậc   | Thượng tướng       | - Ủy viên Trung ương Đảng - Thứ trưởng Bộ Quốc phòng                                                                          |
|    |           |                    | |
| 8  | Tên       | Nguyễn Văn Được    | - Ủy viên Trung ương Đảng - Thứ trưởng Bộ Quốc phòng                                                                          |
| 8  | Chức vụ   | Ủy viên            | - Ủy viên Trung ương Đảng - Thứ trưởng Bộ Quốc phòng                                                                          |
| 8  | Năm sinh  | 1946               | - Ủy viên Trung ương Đảng - Thứ trưởng Bộ Quốc phòng                                                                          |
| 8  | Cấp bậc   | Thượng tướng       | - Ủy viên Trung ương Đảng - Thứ trưởng Bộ Quốc phòng                                                                          |
|    |           |                    | |
| 9  | Tên       | Nguyễn Huy Hiệu    | - Ủy viên Trung ương Đảng - Thứ trưởng Bộ Quốc phòng                                                                          |
| 9  | Chức vụ   | Ủy viên            | - Ủy viên Trung ương Đảng - Thứ trưởng Bộ Quốc phòng                                                                          |
| 9  | Năm sinh  | 1947               | - Ủy viên Trung ương Đảng - Thứ trưởng Bộ Quốc phòng                                                                          |
| 9  | Cấp bậc   | Thượng tướng       | - Ủy viên Trung ương Đảng - Thứ trưởng Bộ Quốc phòng                                                                          |
|    |           |                    | |
| 10 | Tên       | Trần Quang Khuê    | - Ủy viên Trung ương Đảng - Phó Tổng tham mưu trưởng                                                                          |
| 10 | Chức vụ   | Ủy viên            | - Ủy viên Trung ương Đảng - Phó Tổng tham mưu trưởng                                                                          |
| 10 | Năm sinh  | 1950               | - Ủy viên Trung ương Đảng - Phó Tổng tham mưu trưởng                                                                          |
| 10 | Cấp bậc   | Trung tướng        | - Ủy viên Trung ương Đảng - Phó Tổng tham mưu trưởng                                                                          |
|    |           |                    | |
| 11 | Tên       | Nguyễn Văn Hiến    | - Ủy viên Trung ương Đảng - Thứ trưởng Bộ Quốc phòng - Tư lệnh Quân chủng Hải quân                                            |
| 11 | Chức vụ   | Ủy viên            | - Ủy viên Trung ương Đảng - Thứ trưởng Bộ Quốc phòng - Tư lệnh Quân chủng Hải quân                                            |
| 11 | Năm sinh  | 1954               | - Ủy viên Trung ương Đảng - Thứ trưởng Bộ Quốc phòng - Tư lệnh Quân chủng Hải quân                                            |
| 11 | Cấp bậc   | Đô đốc             | - Ủy viên Trung ương Đảng - Thứ trưởng Bộ Quốc phòng - Tư lệnh Quân chủng Hải quân                                            |
|    |           |                    | |
| 12 | Tên       | Ngô Xuân Lịch      | - Ủy viên Trung ương Đảng - Phó Chủ nhiệm Tổng cục Chính trị                                                                  |
| 12 | Chức vụ   | Ủy viên            | - Ủy viên Trung ương Đảng - Phó Chủ nhiệm Tổng cục Chính trị                                                                  |
| 12 | Năm sinh  | 1954               | - Ủy viên Trung ương Đảng - Phó Chủ nhiệm Tổng cục Chính trị                                                                  |
| 12 | Cấp bậc   | Thượng tướng       | - Ủy viên Trung ương Đảng - Phó Chủ nhiệm Tổng cục Chính trị                                                                  |
|    |           |                    | |
| 13 | Tên       | Bùi Văn Huấn       | - Ủy viên Trung ương Đảng - Phó Chủ nhiệm Tổng cục Chính trị                                                                  |
| 13 | Chức vụ   | Ủy viên            | - Ủy viên Trung ương Đảng - Phó Chủ nhiệm Tổng cục Chính trị                                                                  |
| 13 | Năm sinh  | 1945               | - Ủy viên Trung ương Đảng - Phó Chủ nhiệm Tổng cục Chính trị                                                                  |
| 13 | Cấp bậc   | Thượng tướng       | - Ủy viên Trung ương Đảng - Phó Chủ nhiệm Tổng cục Chính trị                                                                  |
|    |           |                    | |
| 14 | Tên       | Nguyễn Tuấn Dũng   | - Ủy viên Trung ương Đảng - Phó Chủ nhiệm Tổng cục Chính trị                                                                  |
| 14 | Chức vụ   | Ủy viên            | - Ủy viên Trung ương Đảng - Phó Chủ nhiệm Tổng cục Chính trị                                                                  |
| 14 | Năm sinh  | 1952               | - Ủy viên Trung ương Đảng - Phó Chủ nhiệm Tổng cục Chính trị                                                                  |
| 14 | Cấp bậc   | Thượng tướng       | - Ủy viên Trung ương Đảng - Phó Chủ nhiệm Tổng cục Chính trị                                                                  |
|    |           |                    | |
| 15 | Tên       | Nguyễn Hữu Khảm    | - Ủy viên Trung ương Đảng - Phó Tổng tham mưu trưởng                                                                          |
| 15 | Chức vụ   | Ủy viên            | - Ủy viên Trung ương Đảng - Phó Tổng tham mưu trưởng                                                                          |
| 15 | Năm sinh  | 1950               | - Ủy viên Trung ương Đảng - Phó Tổng tham mưu trưởng                                                                          |
| 15 | Cấp bậc   | Trung tướng        | - Ủy viên Trung ương Đảng - Phó Tổng tham mưu trưởng                                                                          |
|    |           |                    | |
| 16 | Tên       | Nguyễn Như Hoạt    | - Ủy viên Trung ương Đảng - Giám đốc Học viện Quốc phòng                                                                      |
| 16 | Chức vụ   | Ủy viên            | - Ủy viên Trung ương Đảng - Giám đốc Học viện Quốc phòng                                                                      |
| 16 | Năm sinh  | 1950               | - Ủy viên Trung ương Đảng - Giám đốc Học viện Quốc phòng                                                                      |
| 16 | Cấp bậc   | Trung tướng        | - Ủy viên Trung ương Đảng - Giám đốc Học viện Quốc phòng                                                                      |
|    |           |                    | |
| 17 | Tên       | Đỗ Bá Tỵ           | - Ủy viên Trung ương Đảng - Tư lệnh Quân khu 2                                                                                |
| 17 | Chức vụ   | Ủy viên            | - Ủy viên Trung ương Đảng - Tư lệnh Quân khu 2                                                                                |
| 17 | Năm sinh  | 1954               | - Ủy viên Trung ương Đảng - Tư lệnh Quân khu 2                                                                                |
| 17 | Cấp bậc   | Trung tướng        | - Ủy viên Trung ương Đảng - Tư lệnh Quân khu 2                                                                                |
|    |           |                    | |
| 18 | Tên       | Huỳnh Ngọc Sơn     | - Ủy viên Trung ương Đảng - Tư lệnh Quân khu 5 (2010-2015)                                                                    |
| 18 | Chức vụ   | Ủy viên            | - Ủy viên Trung ương Đảng - Tư lệnh Quân khu 5 (2010-2015)                                                                    |
| 18 | Năm sinh  | 1951               | - Ủy viên Trung ương Đảng - Tư lệnh Quân khu 5 (2010-2015)                                                                    |
| 18 | Cấp bậc   | Trung tướng        | - Ủy viên Trung ương Đảng - Tư lệnh Quân khu 5 (2010-2015)                                                                    |
|    |           |                    | |
| 19 | Tên       | Lê Mạnh            | - Ủy viên Trung ương Đảng - Tư lệnh Quân khu 7 (2005-2009)                                                                    |
| 19 | Chức vụ   | Ủy viên            | - Ủy viên Trung ương Đảng - Tư lệnh Quân khu 7 (2005-2009)                                                                    |
| 19 | Năm sinh  | 1948               | - Ủy viên Trung ương Đảng - Tư lệnh Quân khu 7 (2005-2009)                                                                    |
| 19 | Cấp bậc   | Trung tướng        | - Ủy viên Trung ương Đảng - Tư lệnh Quân khu 7 (2005-2009)                                                                    |
|    |           |                    | |
| 20 | Tên       | Đoàn Sinh Hưởng    | - Ủy viên Trung ương Đảng - Tư lệnh Quân khu 4                                                                                |
| 20 | Chức vụ   | Ủy viên            | - Ủy viên Trung ương Đảng - Tư lệnh Quân khu 4                                                                                |
| 20 | Năm sinh  | 1949               | - Ủy viên Trung ương Đảng - Tư lệnh Quân khu 4                                                                                |
| 20 | Cấp bậc   | Trung tướng        | - Ủy viên Trung ương Đảng - Tư lệnh Quân khu 4                                                                                |
|    |           |                    | |
| 21 | Tên       | Trần Phi Hổ        | - Ủy viên Trung ương Đảng - Tư lệnh Quân khu 9                                                                                |
| 21 | Chức vụ   | Ủy viên            | - Ủy viên Trung ương Đảng - Tư lệnh Quân khu 9                                                                                |
| 21 | Năm sinh  | 1953               | - Ủy viên Trung ương Đảng - Tư lệnh Quân khu 9                                                                                |
| 21 | Cấp bậc   | Trung tướng        | - Ủy viên Trung ương Đảng - Tư lệnh Quân khu 9                                                                                |
|    |           |                    | |

## Đảng ủy Quân sự Trung ương (2000–2005)
Danh sách cuối cùng trước khi hết nhiệm kỳ:
| TT | Thông tin | Thông tin          | Chức vụ |
| -- | --------- | ------------------ | --- |
| 1  | Tên       | Nông Đức Mạnh      | - Tổng Bí thư Ban Chấp hành Trung ương Đảng                                                                                   |
| 1  | Chức vụ   | Bí thư             | - Tổng Bí thư Ban Chấp hành Trung ương Đảng                                                                                   |
| 1  | Năm sinh  | 1940               | - Tổng Bí thư Ban Chấp hành Trung ương Đảng                                                                                   |
|    |           |                    | |
| 2  | Tên       | Phạm Văn Trà       | - Ủy viên Bộ Chính trị - Bộ trưởng Bộ Quốc phòng - Ủy viên Hội đồng Quốc phòng và An ninh                                     |
| 2  | Chức vụ   | Phó Bí thư         | - Ủy viên Bộ Chính trị - Bộ trưởng Bộ Quốc phòng - Ủy viên Hội đồng Quốc phòng và An ninh                                     |
| 2  | Năm sinh  | 1935               | - Ủy viên Bộ Chính trị - Bộ trưởng Bộ Quốc phòng - Ủy viên Hội đồng Quốc phòng và An ninh                                     |
| 2  | Cấp bậc   | Đại tướng          | - Ủy viên Bộ Chính trị - Bộ trưởng Bộ Quốc phòng - Ủy viên Hội đồng Quốc phòng và An ninh                                     |
|    |           |                    | |
| 3  | Tên       | Trần Đức Lương     | - Ủy viên Bộ Chính trị - Chủ tịch nước - Chủ tịch Hội đồng Quốc phòng và An ninh                                              |
| 3  | Chức vụ   | Ủy viên Thường vụ  | - Ủy viên Bộ Chính trị - Chủ tịch nước - Chủ tịch Hội đồng Quốc phòng và An ninh                                              |
| 3  | Năm sinh  | 1937               | - Ủy viên Bộ Chính trị - Chủ tịch nước - Chủ tịch Hội đồng Quốc phòng và An ninh                                              |
|    |           |                    | |
| 4  | Tên       | Phan Văn Khải      | - Ủy viên Bộ Chính trị - Thủ tướng Chính phủ - Bí thư Ban cán sự Đảng Chính phủ - Phó Chủ tịch Hội đồng Quốc phòng và An ninh |
| 4  | Chức vụ   | Ủy viên Thường vụ  | - Ủy viên Bộ Chính trị - Thủ tướng Chính phủ - Bí thư Ban cán sự Đảng Chính phủ - Phó Chủ tịch Hội đồng Quốc phòng và An ninh |
| 4  | Năm sinh  | 1933               | - Ủy viên Bộ Chính trị - Thủ tướng Chính phủ - Bí thư Ban cán sự Đảng Chính phủ - Phó Chủ tịch Hội đồng Quốc phòng và An ninh |
|    |           |                    | |
| 5  | Tên       | Lê Văn Dũng        | - Ủy viên Bộ Chính trị - Chủ nhiệm Tổng cục Chính trị - Chủ nhiệm Ủy ban Kiểm tra Quân ủy Trung ương                          |
| 5  | Chức vụ   | Ủy viên Thường vụ  | - Ủy viên Bộ Chính trị - Chủ nhiệm Tổng cục Chính trị - Chủ nhiệm Ủy ban Kiểm tra Quân ủy Trung ương                          |
| 5  | Năm sinh  | 1945               | - Ủy viên Bộ Chính trị - Chủ nhiệm Tổng cục Chính trị - Chủ nhiệm Ủy ban Kiểm tra Quân ủy Trung ương                          |
| 5  | Cấp bậc   | Đại tướng          | - Ủy viên Bộ Chính trị - Chủ nhiệm Tổng cục Chính trị - Chủ nhiệm Ủy ban Kiểm tra Quân ủy Trung ương                          |
|    |           |                    | |
| 6  | Tên       | Phùng Quang Thanh  | - Ủy viên Trung ương Đảng - Tổng tham mưu trưởng - Thứ trưởng Bộ Quốc phòng                                                   |
| 6  | Chức vụ   | Ủy viên Thường vụ  | - Ủy viên Trung ương Đảng - Tổng tham mưu trưởng - Thứ trưởng Bộ Quốc phòng                                                   |
| 6  | Năm sinh  | 1949               | - Ủy viên Trung ương Đảng - Tổng tham mưu trưởng - Thứ trưởng Bộ Quốc phòng                                                   |
| 6  | Cấp bậc   | Đại tướng          | - Ủy viên Trung ương Đảng - Tổng tham mưu trưởng - Thứ trưởng Bộ Quốc phòng                                                   |
|    |           |                    | |
| 7  | Tên       | Phan Trung Kiên    | - Ủy viên Trung ương Đảng - Thứ trưởng Bộ Quốc phòng                                                                          |
| 7  | Chức vụ   | Ủy viên Thường vụ  | - Ủy viên Trung ương Đảng - Thứ trưởng Bộ Quốc phòng                                                                          |
| 7  | Năm sinh  | 1946               | - Ủy viên Trung ương Đảng - Thứ trưởng Bộ Quốc phòng                                                                          |
| 7  | Cấp bậc   | Thượng tướng       | - Ủy viên Trung ương Đảng - Thứ trưởng Bộ Quốc phòng                                                                          |
|    |           |                    | |
| 8  | Tên       | Nguyễn Văn Được    | - Ủy viên Trung ương Đảng - Thứ trưởng Bộ Quốc phòng                                                                          |
| 8  | Chức vụ   | Ủy viên            | - Ủy viên Trung ương Đảng - Thứ trưởng Bộ Quốc phòng                                                                          |
| 8  | Năm sinh  | 1946               | - Ủy viên Trung ương Đảng - Thứ trưởng Bộ Quốc phòng                                                                          |
| 8  | Cấp bậc   | Thượng tướng       | - Ủy viên Trung ương Đảng - Thứ trưởng Bộ Quốc phòng                                                                          |
|    |           |                    | |
| 9  | Tên       | Nguyễn Huy Hiệu    | - Ủy viên Trung ương Đảng - Thứ trưởng Bộ Quốc phòng                                                                          |
| 9  | Chức vụ   | Ủy viên            | - Ủy viên Trung ương Đảng - Thứ trưởng Bộ Quốc phòng                                                                          |
| 9  | Năm sinh  | 1947               | - Ủy viên Trung ương Đảng - Thứ trưởng Bộ Quốc phòng                                                                          |
| 9  | Cấp bậc   | Thượng tướng       | - Ủy viên Trung ương Đảng - Thứ trưởng Bộ Quốc phòng                                                                          |
|    |           |                    | |
| 10 | Tên       | Nguyễn Văn Thân    | - Ủy viên Trung ương Đảng - Tư lệnh Quân chủng Phòng không - Không quân                                                       |
| 10 | Chức vụ   | Ủy viên            | - Ủy viên Trung ương Đảng - Tư lệnh Quân chủng Phòng không - Không quân                                                       |
| 10 | Năm sinh  | 1945               | - Ủy viên Trung ương Đảng - Tư lệnh Quân chủng Phòng không - Không quân                                                       |
| 10 | Cấp bậc   | Trung tướng        | - Ủy viên Trung ương Đảng - Tư lệnh Quân chủng Phòng không - Không quân                                                       |
|    |           |                    | |
| 11 | Tên       | Đỗ Xuân Công       | - Ủy viên Trung ương Đảng - Tư lệnh Quân chủng Hải quân                                                                       |
| 11 | Chức vụ   | Ủy viên            | - Ủy viên Trung ương Đảng - Tư lệnh Quân chủng Hải quân                                                                       |
| 11 | Năm sinh  | 1943               | - Ủy viên Trung ương Đảng - Tư lệnh Quân chủng Hải quân                                                                       |
| 11 | Cấp bậc   | Phó Đô đốc         | - Ủy viên Trung ương Đảng - Tư lệnh Quân chủng Hải quân                                                                       |
|    |           |                    | |
| 12 | Tên       | Đỗ Trung Dương     | - Ủy viên Trung ương Đảng - Phó Tổng tham mưu trưởng                                                                          |
| 12 | Chức vụ   | Ủy viên            | - Ủy viên Trung ương Đảng - Phó Tổng tham mưu trưởng                                                                          |
| 12 | Năm sinh  | 1946               | - Ủy viên Trung ương Đảng - Phó Tổng tham mưu trưởng                                                                          |
| 12 | Cấp bậc   | Trung tướng        | - Ủy viên Trung ương Đảng - Phó Tổng tham mưu trưởng                                                                          |
|    |           |                    | |
| 13 | Tên       | Phạm Hồng Thanh    | - Ủy viên Trung ương Đảng - Phó Chủ nhiệm Tổng cục Chính trị                                                                  |
| 13 | Chức vụ   | Ủy viên            | - Ủy viên Trung ương Đảng - Phó Chủ nhiệm Tổng cục Chính trị                                                                  |
| 13 | Năm sinh  | 1946               | - Ủy viên Trung ương Đảng - Phó Chủ nhiệm Tổng cục Chính trị                                                                  |
| 13 | Cấp bậc   | Trung tướng        | - Ủy viên Trung ương Đảng - Phó Chủ nhiệm Tổng cục Chính trị                                                                  |
|    |           |                    | |
| 14 | Tên       | Phạm Văn Long      | - Ủy viên Trung ương Đảng - Phó Chủ nhiệm Tổng cục Chính trị                                                                  |
| 14 | Chức vụ   | Ủy viên            | - Ủy viên Trung ương Đảng - Phó Chủ nhiệm Tổng cục Chính trị                                                                  |
| 14 | Năm sinh  | 1946               | - Ủy viên Trung ương Đảng - Phó Chủ nhiệm Tổng cục Chính trị                                                                  |
| 14 | Cấp bậc   | Trung tướng        | - Ủy viên Trung ương Đảng - Phó Chủ nhiệm Tổng cục Chính trị                                                                  |
|    |           |                    | |
| 15 | Tên       | Nguyễn Đức Soát    | - Ủy viên Trung ương Đảng - Phó Tổng tham mưu trưởng                                                                          |
| 15 | Chức vụ   | Ủy viên            | - Ủy viên Trung ương Đảng - Phó Tổng tham mưu trưởng                                                                          |
| 15 | Năm sinh  | 1946               | - Ủy viên Trung ương Đảng - Phó Tổng tham mưu trưởng                                                                          |
| 15 | Cấp bậc   | Trung tướng        | - Ủy viên Trung ương Đảng - Phó Tổng tham mưu trưởng                                                                          |
|    |           |                    | |
| 16 | Tên       | Nguyễn Thế Trị     | - Ủy viên Trung ương Đảng - Giám đốc Học viện Quốc phòng                                                                      |
| 16 | Chức vụ   | Ủy viên            | - Ủy viên Trung ương Đảng - Giám đốc Học viện Quốc phòng                                                                      |
| 16 | Năm sinh  | 1940               | - Ủy viên Trung ương Đảng - Giám đốc Học viện Quốc phòng                                                                      |
| 16 | Cấp bậc   | Thượng tướng       | - Ủy viên Trung ương Đảng - Giám đốc Học viện Quốc phòng                                                                      |
|    |           |                    | |
| 17 | Tên       | Ma Thanh Toàn      | - Ủy viên Trung ương Đảng - Tư lệnh Quân khu 2                                                                                |
| 17 | Chức vụ   | Ủy viên            | - Ủy viên Trung ương Đảng - Tư lệnh Quân khu 2                                                                                |
| 17 | Năm sinh  | 1944               | - Ủy viên Trung ương Đảng - Tư lệnh Quân khu 2                                                                                |
| 17 | Cấp bậc   | Trung tướng        | - Ủy viên Trung ương Đảng - Tư lệnh Quân khu 2                                                                                |
|    |           |                    | |
| 18 | Tên       | Nguyễn Khắc Nghiên | - Ủy viên Trung ương Đảng - Tư lệnh Quân khu 5                                                                                |
| 18 | Chức vụ   | Ủy viên            | - Ủy viên Trung ương Đảng - Tư lệnh Quân khu 5                                                                                |
| 18 | Năm sinh  | 1951               | - Ủy viên Trung ương Đảng - Tư lệnh Quân khu 5                                                                                |
| 18 | Cấp bậc   | Trung tướng        | - Ủy viên Trung ương Đảng - Tư lệnh Quân khu 5                                                                                |
|    |           |                    | |
| 19 | Tên       | Nguyễn Văn Chia    | - Ủy viên Trung ương Đảng - Tư lệnh Quân khu 7                                                                                |
| 19 | Chức vụ   | Ủy viên            | - Ủy viên Trung ương Đảng - Tư lệnh Quân khu 7                                                                                |
| 19 | Năm sinh  | 1942               | - Ủy viên Trung ương Đảng - Tư lệnh Quân khu 7                                                                                |
| 19 | Cấp bậc   | Trung tướng        | - Ủy viên Trung ương Đảng - Tư lệnh Quân khu 7                                                                                |
|    |           |                    | |
| 20 | Tên       | Trương Đình Thanh  | - Ủy viên Trung ương Đảng - Tư lệnh Quân khu 4                                                                                |
| 20 | Chức vụ   | Ủy viên            | - Ủy viên Trung ương Đảng - Tư lệnh Quân khu 4                                                                                |
| 20 | Năm sinh  | 1944               | - Ủy viên Trung ương Đảng - Tư lệnh Quân khu 4                                                                                |
| 20 | Cấp bậc   | Trung tướng        | - Ủy viên Trung ương Đảng - Tư lệnh Quân khu 4                                                                                |
|    |           |                    | |
| 21 | Tên       | Huỳnh Tiền Phong   | - Ủy viên Trung ương Đảng - Tư lệnh Quân khu 9                                                                                |
| 21 | Chức vụ   | Ủy viên            | - Ủy viên Trung ương Đảng - Tư lệnh Quân khu 9                                                                                |
| 21 | Năm sinh  | 1945               | - Ủy viên Trung ương Đảng - Tư lệnh Quân khu 9                                                                                |
| 21 | Cấp bậc   | Trung tướng        | - Ủy viên Trung ương Đảng - Tư lệnh Quân khu 9                                                                                |
|    |           |                    | |

## Đảng ủy Quân sự Trung ương (1995–2000)
Danh sách cuối cùng trước khi hết nhiệm kỳ:
| TT | Thông tin | Thông tin         | Chức vụ |
| -- | --------- | ----------------- | --- |
| 1  | Tên       | Lê Khả Phiêu      | - Tổng Bí thư Ban Chấp hành Trung ương Đảng                                                                                   |
| 1  | Chức vụ   | Bí thư            | - Tổng Bí thư Ban Chấp hành Trung ương Đảng                                                                                   |
| 1  | Năm sinh  | 1931              | - Tổng Bí thư Ban Chấp hành Trung ương Đảng                                                                                   |
| 1  | Cấp bậc   | Thượng tướng      | - Tổng Bí thư Ban Chấp hành Trung ương Đảng                                                                                   |
|    |           |                   | |
| 2  | Tên       | Phạm Văn Trà      | - Ủy viên Bộ Chính trị - Bộ trưởng Bộ Quốc phòng - Ủy viên Hội đồng Quốc phòng và An ninh                                     |
| 2  | Chức vụ   | Phó Bí thư        | - Ủy viên Bộ Chính trị - Bộ trưởng Bộ Quốc phòng - Ủy viên Hội đồng Quốc phòng và An ninh                                     |
| 2  | Năm sinh  | 1935              | - Ủy viên Bộ Chính trị - Bộ trưởng Bộ Quốc phòng - Ủy viên Hội đồng Quốc phòng và An ninh                                     |
| 2  | Cấp bậc   | Đại tướng         | - Ủy viên Bộ Chính trị - Bộ trưởng Bộ Quốc phòng - Ủy viên Hội đồng Quốc phòng và An ninh                                     |
|    |           |                   | |
| 3  | Tên       | Trần Đức Lương    | - Ủy viên Bộ Chính trị - Chủ tịch nước - Chủ tịch Hội đồng Quốc phòng và An ninh                                              |
| 3  | Chức vụ   | Ủy viên Thường vụ | - Ủy viên Bộ Chính trị - Chủ tịch nước - Chủ tịch Hội đồng Quốc phòng và An ninh                                              |
| 3  | Năm sinh  | 1937              | - Ủy viên Bộ Chính trị - Chủ tịch nước - Chủ tịch Hội đồng Quốc phòng và An ninh                                              |
|    |           |                   | |
| 4  | Tên       | Phan Văn Khải     | - Ủy viên Bộ Chính trị - Thủ tướng Chính phủ - Bí thư Ban cán sự Đảng Chính phủ - Phó Chủ tịch Hội đồng Quốc phòng và An ninh |
| 4  | Chức vụ   | Ủy viên Thường vụ | - Ủy viên Bộ Chính trị - Thủ tướng Chính phủ - Bí thư Ban cán sự Đảng Chính phủ - Phó Chủ tịch Hội đồng Quốc phòng và An ninh |
| 4  | Năm sinh  | 1933              | - Ủy viên Bộ Chính trị - Thủ tướng Chính phủ - Bí thư Ban cán sự Đảng Chính phủ - Phó Chủ tịch Hội đồng Quốc phòng và An ninh |
|    |           |                   | |
| 5  | Tên       | Phạm Thanh Ngân   | - Ủy viên Bộ Chính trị - Chủ nhiệm Tổng cục Chính trị - Chủ nhiệm Ủy ban Kiểm tra Quân ủy Trung ương                          |
| 5  | Chức vụ   | Ủy viên Thường vụ | - Ủy viên Bộ Chính trị - Chủ nhiệm Tổng cục Chính trị - Chủ nhiệm Ủy ban Kiểm tra Quân ủy Trung ương                          |
| 5  | Năm sinh  | 1939              | - Ủy viên Bộ Chính trị - Chủ nhiệm Tổng cục Chính trị - Chủ nhiệm Ủy ban Kiểm tra Quân ủy Trung ương                          |
| 5  | Cấp bậc   | Thượng tướng      | - Ủy viên Bộ Chính trị - Chủ nhiệm Tổng cục Chính trị - Chủ nhiệm Ủy ban Kiểm tra Quân ủy Trung ương                          |
|    |           |                   | |
| 6  | Tên       | Lê Văn Dũng       | - Ủy viên Trung ương Đảng - Tổng tham mưu trưởng - Thứ trưởng Bộ Quốc phòng                                                   |
| 6  | Chức vụ   | Ủy viên Thường vụ | - Ủy viên Trung ương Đảng - Tổng tham mưu trưởng - Thứ trưởng Bộ Quốc phòng                                                   |
| 6  | Năm sinh  | 1945              | - Ủy viên Trung ương Đảng - Tổng tham mưu trưởng - Thứ trưởng Bộ Quốc phòng                                                   |
| 6  | Cấp bậc   | Đại tướng         | - Ủy viên Trung ương Đảng - Tổng tham mưu trưởng - Thứ trưởng Bộ Quốc phòng                                                   |
|    |           |                   | |
| 7  | Tên       | Nguyễn Văn Được   | - Ủy viên Trung ương Đảng - Thứ trưởng Bộ Quốc phòng                                                                          |
| 7  | Chức vụ   | Ủy viên Thường vụ | - Ủy viên Trung ương Đảng - Thứ trưởng Bộ Quốc phòng                                                                          |
| 7  | Năm sinh  | 1946              | - Ủy viên Trung ương Đảng - Thứ trưởng Bộ Quốc phòng                                                                          |
| 7  | Cấp bậc   | Thượng tướng      | - Ủy viên Trung ương Đảng - Thứ trưởng Bộ Quốc phòng                                                                          |
|    |           |                   | |
| 8  | Tên       | Nguyễn Văn Rinh   | - Ủy viên Trung ương Đảng - Thứ trưởng Bộ Quốc phòng                                                                          |
| 8  | Chức vụ   | Ủy viên           | - Ủy viên Trung ương Đảng - Thứ trưởng Bộ Quốc phòng                                                                          |
| 8  | Năm sinh  | 1942              | - Ủy viên Trung ương Đảng - Thứ trưởng Bộ Quốc phòng                                                                          |
| 8  | Cấp bậc   | Thượng tướng      | - Ủy viên Trung ương Đảng - Thứ trưởng Bộ Quốc phòng                                                                          |
|    |           |                   | |
| 9  | Tên       | Nguyễn Huy Hiệu   | - Ủy viên Trung ương Đảng - Thứ trưởng Bộ Quốc phòng                                                                          |
| 9  | Chức vụ   | Ủy viên           | - Ủy viên Trung ương Đảng - Thứ trưởng Bộ Quốc phòng                                                                          |
| 9  | Năm sinh  | 1947              | - Ủy viên Trung ương Đảng - Thứ trưởng Bộ Quốc phòng                                                                          |
| 9  | Cấp bậc   | Thượng tướng      | - Ủy viên Trung ương Đảng - Thứ trưởng Bộ Quốc phòng                                                                          |
|    |           |                   | |
| 10 | Tên       | Nguyễn Đức Soát   | - Ủy viên Trung ương Đảng - Tư lệnh Quân chủng Phòng không - Không quân                                                       |
| 10 | Chức vụ   | Ủy viên           | - Ủy viên Trung ương Đảng - Tư lệnh Quân chủng Phòng không - Không quân                                                       |
| 10 | Năm sinh  | 1946              | - Ủy viên Trung ương Đảng - Tư lệnh Quân chủng Phòng không - Không quân                                                       |
| 10 | Cấp bậc   | Trung tướng       | - Ủy viên Trung ương Đảng - Tư lệnh Quân chủng Phòng không - Không quân                                                       |
|    |           |                   | |
| 11 | Tên       | Mai Xuân Vĩnh     | - Ủy viên Trung ương Đảng - Tư lệnh Quân chủng Hải quân                                                                       |
| 11 | Chức vụ   | Ủy viên           | - Ủy viên Trung ương Đảng - Tư lệnh Quân chủng Hải quân                                                                       |
| 11 | Năm sinh  | 1931              | - Ủy viên Trung ương Đảng - Tư lệnh Quân chủng Hải quân                                                                       |
| 11 | Cấp bậc   | Phó Đô đốc        | - Ủy viên Trung ương Đảng - Tư lệnh Quân chủng Hải quân                                                                       |
|    |           |                   | |
| 12 | Tên       | Nguyễn Thế Trị    | - Ủy viên Trung ương Đảng - Giám đốc Học viện Quốc phòng                                                                      |
| 12 | Chức vụ   | Ủy viên           | - Ủy viên Trung ương Đảng - Giám đốc Học viện Quốc phòng                                                                      |
| 12 | Năm sinh  | 1940              | - Ủy viên Trung ương Đảng - Giám đốc Học viện Quốc phòng                                                                      |
| 12 | Cấp bậc   | Thượng tướng      | - Ủy viên Trung ương Đảng - Giám đốc Học viện Quốc phòng                                                                      |
|    |           |                   | |
| 13 | Tên       | Ma Thanh Toàn     | - Ủy viên Trung ương Đảng - Tư lệnh Quân khu 2                                                                                |
| 13 | Chức vụ   | Ủy viên           | - Ủy viên Trung ương Đảng - Tư lệnh Quân khu 2                                                                                |
| 13 | Năm sinh  | 1944              | - Ủy viên Trung ương Đảng - Tư lệnh Quân khu 2                                                                                |
| 13 | Cấp bậc   | Trung tướng       | - Ủy viên Trung ương Đảng - Tư lệnh Quân khu 2                                                                                |
|    |           |                   | |
| 14 | Tên       | Nguyễn Văn Được   | - Ủy viên Trung ương Đảng - Tư lệnh Quân khu 5                                                                                |
| 14 | Chức vụ   | Ủy viên           | - Ủy viên Trung ương Đảng - Tư lệnh Quân khu 5                                                                                |
| 14 | Năm sinh  | 1946              | - Ủy viên Trung ương Đảng - Tư lệnh Quân khu 5                                                                                |
| 14 | Cấp bậc   | Trung tướng       | - Ủy viên Trung ương Đảng - Tư lệnh Quân khu 5                                                                                |
|    |           |                   | |
| 15 | Tên       | Lê Văn Dũng       | - Ủy viên Trung ương Đảng - Tư lệnh Quân khu 7                                                                                |
| 15 | Chức vụ   | Ủy viên           | - Ủy viên Trung ương Đảng - Tư lệnh Quân khu 7                                                                                |
| 15 | Năm sinh  | 1945              | - Ủy viên Trung ương Đảng - Tư lệnh Quân khu 7                                                                                |
| 15 | Cấp bậc   | Trung tướng       | - Ủy viên Trung ương Đảng - Tư lệnh Quân khu 7                                                                                |
|    |           |                   | |
| 16 | Tên       | Nguyễn Khắc Dương | - Ủy viên Trung ương Đảng - Tư lệnh Quân khu 4                                                                                |
| 16 | Chức vụ   | Ủy viên           | - Ủy viên Trung ương Đảng - Tư lệnh Quân khu 4                                                                                |
| 16 | Năm sinh  | 1944              | - Ủy viên Trung ương Đảng - Tư lệnh Quân khu 4                                                                                |
| 16 | Cấp bậc   | Trung tướng       | - Ủy viên Trung ương Đảng - Tư lệnh Quân khu 4                                                                                |
|    |           |                   | |
| 17 | Tên       | Bùi Văn Huấn      | - Ủy viên Trung ương Đảng - Tư lệnh Quân khu 9                                                                                |
| 17 | Chức vụ   | Ủy viên           | - Ủy viên Trung ương Đảng - Tư lệnh Quân khu 9                                                                                |
| 17 | Năm sinh  | 1945              | - Ủy viên Trung ương Đảng - Tư lệnh Quân khu 9                                                                                |
| 17 | Cấp bậc   | Trung tướng       | - Ủy viên Trung ương Đảng - Tư lệnh Quân khu 9                                                                                |
|    |           |                   | |

## Bí thư qua các thời kỳ
Xem thêm: Bí thư Quân ủy Trung ương

## Phó Bí thư qua các thời kỳ
Xem thêm: Phó Bí thư Quân ủy Trung ương

## So sánh vớiBộ Quốc phòng
Bộ Quốc phòng và Quân ủy Trung ương là hai cơ quan khác nhau về chức năng, nhiệm vụ và cơ chế lãnh đạo trong Quân đội nhân dân Việt Nam. Bộ Quốc phòng là cơ quan quản lí nhà nước về lĩnh vực quân sự, quốc phòng, tham mưu cho Nhà nước và Chính phủ về các vấn đề quân sự, quốc phòng. Bộ trưởng Bộ Quốc phòng Việt Nam là người chỉ huy cao nhất trong Quân đội nhân dân Việt Nam và Dân quân tự vệ. Quân ủy Trung ương là cơ quan lãnh đạo mọi mặt trong Quân đội nhân dân Việt Nam của Đảng Cộng sản Việt Nam, có nhiệm vụ nghiên cứu đề xuất với Ban Chấp hành Trung ương Đảng những vấn đề về đường lối, nhiệm vụ quân sự và quốc phòng. Quân ủy Trung ương thực hiện sự lãnh đạo tuyệt đối, trực tiếp về mọi mặt của Đảng đối với Quân đội nhân dân Việt Nam. Tổng Bí thư kiêm là Bí thư Quân ủy Trung ương, Bí thư Quân ủy Trung ương là người lãnh đạo cao nhất Quân đội nhân dân Việt Nam trên thực tế (de facto).
Vì vậy, có thể nói Quân ủy Trung ương là cơ quan lãnh đạo về mặt chính trị, đảng, trong khi Bộ Quốc phòng là cơ quan lãnh đạo về mặt quản lí nhà nước, hành chính, quân sự.